# Anableps microlepis
Anableps microlepis és una espècie de peix pertanyent a la família dels anablèpids.

## Descripció
- Pot arribar a fer 32 cm de llargària màxima (normalment, en fa 15) i 500 g de pes.[6][7][8]

## Hàbitat
És un peix d'aigua dolça i salabrosa, demersal i de clima tropical (13°N-35°S).

## Distribució geogràfica
Es troba a Amèrica: des de l'illa de Trinitat i Veneçuela fins a la desembocadura del riu Amazones al Brasil.

## Ús comercial
Forma part, de manera ocasional, del comerç de peixos d'aquari.
A més, és emprat en recerca científica de l'ull, ja que la seua còrnia és capaç de projectar dues imatges al mateix temps a la retina.

## Observacions
És inofensiu per als humans.